# Сиймор Хърш
Сиймор Майрън „Си“ Хърш (на английски: Seymour Myron "Sy" Hersh) (роден на 8 април 1937 г.) е американски разследващ журналист и политически писател. Той получава признание през 1969 г. с разкриването на клането в Ми Лай и неговото прикриване по време на войната във Виетнам, за което през 1970 г. получава наградата Пулицър за международни репортажи. През 70-те години на XX век Хърш отразява скандала Уотъргейт за Ню Йорк Таймс, като също така съобщава за тайната американска бомбардировка на Камбоджа и програмата на ЦРУ за вътрешно шпиониране. През 2004 г. той описва подробно американските военни изтезания и малтретиране на затворници в Абу Гариб в Ирак за Ню Йоркър. Хърш печели рекордните пет награди Джордж Полк и две награди на националното списание. Той е автор на 11 книги, включително „Цената на властта: Кисинджър в Белия дом на Никсън“ (1983), разказ за кариерата на Хенри Кисинджър, който печели наградата на Националния кръг на книжните критици .
През 2013 г. докладът на Хърш твърди, че сирийските бунтовнически сили, а не правителството, са атакували цивилни с газ зарин в Гута по време на Гражданската война в Сирия, а през 2015 г. той представя алтернативен разказ за нападението на американските специални сили в Пакистан, което убва Осама бин Ладен, като и двата пъти предизвика противоречия и критики. През 2023 г. Хърш твърди, че САЩ и Норвегия са бомбардирали тръбопроводите „Северен поток“ между Русия и Германия, което отново предизвика противоречия. Той е критикуван и за използването на анонимни източници.

## Ранен живот и образование
Сиймор Майрън Хърш е роден в Чикаго на 8 април 1937 г. в семейството на Айсадор и Дороти Херш (по баща Марголис), говорещи идиш евреи, имигрирали в САЩ през 20-те години съответно от Литва и Полша. Първоначалното фамилно име на Айсадор е Хершович, което той променя, когато става гражданин през 1930 г. Като тийнейджър Сиймор помага в управлението на семейния магазин за химическо чистене в Саут Сайд. Хърш завършва гимназия Хайд Парк през 1954 г., след това посещава Университета на Илинойс в Чикаго и по-късно Чикагския университет, където завършва история през 1958 г. Работи като продавач на Ксерокс, преди да бъде приет в юридическия факултет на Чикагския университет през 1959 г., но е изключен през първата си година поради слаби оценки.

## Вестникарска кариера
След като работи за кратко в аптека Walgreens, Хърш започва кариерата си през 1959 г. със седеммесечен престой в City News Bureau на Чикаго, първо като разписвач, а по-късно като криминален репортер. През 1960 г. той се записва като армейски резервист и прекарва три месеца в основно обучение във Форт Ливънуърт в Канзас. След като се завръща в Чикаго, през 1961 г. Хърш стартира Evergreen Dispatch, краткотраен седмичен вестник за предградието на Евъргрийн Парк. Той се премества в Пиер, Южна Дакота, през 1962 г., за да работи като кореспондент на United Press International (UPI), репортаж за щатското законодателно събрание и писане на поредица от статии за Oglala Sioux.
През 1963 г. Хърш се връща в Чикаго, за да работи за Асошиейтед Прес (AP), а през 1965 г. е преместен в нейното бюро във Вашингтон, окръг Колумбия, за да докладва за Пентагона. Докато е във Вашингтон, той се сприятелява с известния разследващ журналист Иф Стоун, чийто мръсен бюлетин Weekly на IF Stone му служи като вдъхновение. Хърш започва да развива своите методи на разследване, като често излиза от регламентирани брифинги за пресата в Пентагона, за да интервюира високопоставени офицери в техните зали за обяд. През 1966 г. Хърш съобщава за засилващото се участие на САЩ във войната във Виетнам, като пише поредица от статии за проектореформа, недостигът на квалифицирани пилоти и бомбардировките на САЩ срещу цивилни цели в Северен Виетнам, разкрити от кореспондента на Ню Йорк Таймс Харисън Солсбъри.
През 1967 г. Хърш става част от първото специално разследващо звено на АП. След като неговите редактори намаляват материал, който той пише за секретните програми на САЩ за химически и биологични оръжия, той напуска и става на свободна практика. Хърш пише шест статии в национални списания през 1967 г. (две за The New Republic, две за Ramparts и две за The New York Times Magazine), в които подробно описва нарастващите запаси на правителството от оръжия и сътрудничеството му с университети и корпорации, както и тайното приемане на политика за първа употреба. Изследването формира основата за първата му книга, „Химическа и биологична война: Скритият арсенал на Америка“ (1968) и темата е осветена през същата година от инцидента с овцете в Дъгуей, при който въздушен тест на нервнопаралитично вещество VX на полигона на американската армия в Дъгуей в Юта по невнимание убива повече от 6000 овце, собственост на местни животновъди. Събитието и репортажите на Хърш довеждат до публични изслушвания и международен натиск, което допринася за решението на администрацията на Ричард Никсън да прекрати американската програма за биологични оръжия през 1969 г.
През първите три месеца на 1968 г. Хърш служи като прессекретар на кандидата срещу войната във Виетнам сенатор Юджийн Маккарти в кампанията му в първичните избори на Демократическата партия през 1968 г. След като подава оставка преди първичните избори в Уисконсин, той се връща към журналистиката като репортер на свободна практика за Виетнам.

### Клане в Ми Лай
През 1969 г. репортажите на Хърш на свободна практика разкриват клането в Ми Лай, убийството на между 347 и 504 невъоръжени виетнамски цивилни (почти всички жени, деца и възрастни мъже) от американски войници в село Сонг Ми на 16 март 1968 г.
На 22 октомври 1969 г. Хърш получава сигнал от Джефри Коуан, колумнист за The Village Voice с военен източник, за войник, държан във Форт Бенинг в Джорджия за военен съд за предполагаемо убийство на 75 цивилни в Южен Виетнам. След като разговаря с представител на Пентагона и службата за връзки с обществеността на Форт Бенинг, Херш открива история от AP от 7 септември, която идентифицира войника като лейтенант Уилям Кали. След това той намира адвоката на Кали, Джордж У. Латимър, който се среща с него в Солт Лейк Сити, Юта, и му показа документ, който разкрива, че Кали е обвинен в убийството на 109 души. Хърш пътува до Форт Бенинг на 11 ноември, където бързо печели доверието на съквартирантите на Кали и в крайна сметка на самия Кали, когото интервюира същата вечер. Първата статия на Хърш за клането, предпазлива и консервативна статия, която е одобрена от Латимър, първоначално е отхвърлена от списанията Life en Look. След това Херш се обръща към антивоенната служба за новини Dispatch, управлявана от неговия приятел Дейвид Обст, която продава историята на 35 национални вестника. На 13 ноември историята се появява във Вашингтон Поуст, Бостън Глоуб, Miami Herald, Chicago Sun-Times, The Seattle Times и Newsday, между другото. Първоначалната реакция е приглушена, като пресата се съсредоточва върху масивна антивоенна демонстрация във Вашингтон на 15 ноември.
Последващи статии от други репортери разкриват, че разследването на армията е било подтикнато от писмо от 29 март от Роналд Риденхур, ветеран от Виетнам, който е интервюирал войници, знаели за убийствата. След като пътува до Калифорния и посещава Риденхър, който му дава личната си информация, Хърш пътува из страната, за да интервюира войниците. Това разкрива, че на очевидците е било казано да не говорят с никого и че действителният брой на загиналите е стотици. На 20 ноември Dispatch синдикира втората статия на Хърш, която е международно публикувана. На същия ден снимки на клането от военния фотограф Роналд Л. Хеберле са публикувани в Cleveland Plain Dealer, което предизвика възмущение сред членовете на Конгреса и обществеността. Репортажите сега са проследени от The New York Times и Post и са отразени в националните вечерни новини на Си Би Ес и Ен Би Си. След това Хърш интервюира Пол Мидло, войник, който признава, че е убил десетки цивилни по заповед на Кали. Майката на Мидло каза на Хърш, че „им е изпратила добро момче и те са го направили убиец“. Третата статия на Хърш е синдикирана от Dispatch на 25 ноември, а същата вечер интервю с Meadlo от Майк Валънс в програмата CBS News 60 Minutes и е излъчен по националната телевизия. Белият дом признава за клането за първи път на следващия ден и армията назначава генерал Уилям Р. Пеърс да оглави официална комисия, която го разследва. Хърш посещава 50 свидетели през следващите три месеца, 35 от които се съгласяват да говорят. Четвъртата му статия, синдикирана на 2 декември, разкрива произволни убийства на цивилни в дните преди клането; пета статия е публикувана седмици по-късно. Десет страници със снимки на Haeberle са отпечатани в списание Life на 5 декември.
Репортажите на Хърш му носят национална слава и насърчават нарастващата опозиция срещу войната в САЩ Въпреки това, той също е атакуван от някои в пресата и правителството, които поставят под въпрос работата и мотивите му. Авторска колона в Times от Джеймс Рестън попита: „Каквото и да се е случило в клането, трябва ли да бъде докладвано от пресата, радиото и телевизията, тъй като ясното докладване на убийството на цивилни от американски войници помага на врага, разделя хората на това държава и накърнява идеала на Америка в света?" Републиканският представител на Южна Каролина Албърт Уотсън казва: „не е време да хвърляме клевета върху нашите бойци, президента и нас самите по този въпрос, както правят някои членове на националните новинарски медии и няколко демагози“. Разкриването на клането променя отразяването на войната в американските медии, което е сдържано и има ограничена независимост от официални източници в докладите си преди 1967 г.; след разкриването на клането в Ми Лай, големите вестници започват да съобщават за други жестокости на САЩ във Виетнам.
За отразяването си Хърш печели през 1970 г. наградата Пулицър за международен репортаж и множество други награди, включително първата си награда „Джордж Полк“. По-късно той пише в бележка до Робърт Лумис, редактор на неговия разказ за клането от 1970 г., в Ми Лай 4: Доклад за клането и последиците от него:
„Някои ще твърдят, че съм се опитал да експлоатирам някои тъпи, неработещи, прекалено приказливи военни, но малко мъже са изложени на обвинения в убийство ... това не е „назоваване на имена и разказване на всички афери. Всъщност една от силните страни е, че проницателните читатели ще разберат колко повече знам – и не съм казал. Убеден съм, че посочването на името и родния град на военнослужещ, извършил изнасилване и убийство онзи ден, или този, който е обезглавил бебе, няма да допринесе за целта на книгата. Това е изобличение, но не на хората от рота Чарли. Излага се наяве нещо много по-значимо. ... И убиецът, и убитите са жертви във Виетнам; селянинът, който е застрелян без причина, и GI, който е научен или започва да вярва, че виетнамският живот някак си има по-малко смисъл от този на жена му, или на сестра му, или на майка му“.
На 14 март 1970 г. Комисията на колегите предава на армията своя таен доклад за клането, съдържащ повече от 20 000 страници показания на 400 свидетели. Един от източниците на Хърш му изпусща показанията в продължение на една година; той разкрива, че най-малко 347 цивилни са били убити, над два пъти повече, отколкото армията публично признава. Изтичането на информация формира основата за две статии на Хърш за списание The New Yorker през 1972 г., в които се твърди, че служителите са унищожили документи за клането, както и неговата книга от 1972 г. Cover-Up: The Army's Secret Investigation of the Massacre at My Lai 4.

### Ню Йорк Таймс
През април 1972 г. Хърш е нает от Ню Йорк Таймс като разследващ журналист в бюрото на вестника във Вашингтон. След проникването на 17 юни в централата на Националния комитет на Демократическата партия във Вашингтон и появата на скандала Уотъргейт, Times се опита да навакса с репортажите на Боб Удуърд и Карл Бърнстейн от The Washington Post, които разкриват няколко истории през 1972 г. свързвайки проникването с кампанията на Ричард Никсън. Заедно с Уолтър Ругабер, Хърш изготвя обширни репортажи за Times на разразилия се скандал; ключова статия от него, публикувана на 14 януари 1973 г., разкрива, че на крадците все още се плащат тайни пари, което измества фокуса на пресата от самото проникване към неговото прикриване. През 1973 г. Хърш написва повече от 40 статии за Уотъргейт, повечето отпечатани на първа страница; разкритията му включват неуспеха на ФБР да разследва политическия агент Доналд Сегрети, въпреки че знае за дейността му, и изтичане на свидетелски показания от голямото жури на бившия главен прокурор Джон Мичъл и крадеца Джеймс МакКорд, последното от които разкрива, че Комитетът за преизбраният президент е направил плащанията. Джон Дийн, адвокатът на Никсън, по-късно казва, че докато статиите на Post през 1972 г. са насърчили прокурорите, „най-опустошителните статии, които удрят ужасно близо до дома“, са тези на Хърш през 1973 и 1974 г.
Хърш допринася за разкритията около операция „Меню“, тайната американска бомбардировка на неутрална Камбоджа през 1969 – 1970 г. На 11 юни 1972 г. в статия от Хърш се твърди, че генерал Джон Д. Лавел, който наскоро е освободен от поста командир на военновъздушните сили в Югоизточна Азия, е бил свален, защото е наредил многократни, неразрешени бомбардировки на Северен Виетнам. Последвалата афера Lavelle довежда до изслушвания в Комитета по въоръжените сили на Сената през септември 1972 г. След като прочита статиите на Хърш по аферата, майор Хал Найт, който е ръководил радарните екипажи във Виетнам, осъзна, че Сенатът „не знае какво се е случило, докато бях там“, и в началото на 1973 г. пише писмо до комисията, че призна ролята си в прикриването на операция „Меню“, в която записва фалшиви координати на бомбардировка и изгаря заповедите си. Хърш научава за писмото на Найт, след като разкрива различен скандал на 17 май 1973 г., в който Никсън и съветникът по националната сигурност Хенри Кисинджър са разрешили подслушването на служители на Съвета за национална сигурност след ранните бомбардировки на Камбоджа, разкрити в Times през май 1969 г. Хърш интервюира Найт и описва подробно прикриването на „Меню“ в статия от 15 юли 1973 г., един ден преди началото на публичното свидетелство на Найт. На 16 юли министърът на отбраната Джеймс Р. Шлезинджър признава, че военновъздушните сили са извършили 3630 нападения над Камбоджа за 14 месеца, хвърляйки повече от 100 000 тона бомби. Хърш продължава да разследва кой е поръчал прикриването; в рядко телефонно интервю Кисинджър заявява, че Никсън „нито е наредил, нито е знаел за някаква фалшификация“. На 31 юли бившият председател на Съвета на началник-щабовете генерал Ърл Уилър признава, че Никсън му е наредил да фалшифицира записи. Импийчмънтът на Никсън на тази основа е предложен онзи ден от представителя Робърт Дринън, и се разглежда като статия заедно с прикриването на Уотъргейт по време на дебата в Камарата на представителите относно членовете за импийчмънт на Никсън през юли 1974 г.
В началото на 1974 г. Хърш планира да публикува история за „Проект Дженифър“ (по-късно разкрито с кодовото име „Проект Азориан“), тайна операция на ЦРУ, която частично изважда потъналата съветска подводница К-129 от дъното на Тихия океан с целево построен кораб, Glomar Explorer. Корабът, който е фалшиво представен като кораб за подводен добив на минерали, е построен от компания, собственост на магната Хауърд Хюз. След дискусия с директора на ЦРУ Уилям Колби, Хърш обещава да не публикува историята, докато операцията все още е активна, за да избегне предизвикването на потенциален международен инцидент. Таймс в крайна сметка публикува статията на Хърш на 19 март 1975 г. с добавено обяснение от пет абзаца за историята на публикуването и едногодишното закъснение.
На 8 септември 1974 г. статия от Хърш разкрива, че ЦРУ, с одобрението на Кисинджър, е похарчило 8 милиона долара, за да повлияе на профсъюзите, политическите партии и медиите в Чили, за да дестабилизира правителството на социалиста Салвадор Алиенде, който е свален от власт в държавния преврат от 11 септември 1973 г., който довежда на власт военна диктатура под генерал Аугусто Пиночет. Хърш проследява историята през следващите два месеца с общо 27 статии.
На 22 декември 1974 г. Хърш разкрива Операция „ХАОС“, мащабна програма на ЦРУ за вътрешно подслушване и проникване в антивоенни групи по време на администрацията на Никсън, която се провежда в пряко нарушение на устава на агенцията. Хърш съобщава, че са събрани досиета на най-малко 10 000 американски граждани, включително конгресмени. Правителството в крайна сметка признава, че цифрата е по-близо до 300 000. Той пише още 34 статии за историята през следващите месеци; те предизвикват формирането на Комисията „Рокфелер“ и Църковния комитет, които разследват тайни операции на ЦРУ и довеждат до реформи на агенцията. Разобличаването на Хърш за „ХАОС“ е най-ранният доклад, разкриващ съдържанието на „Семейните бижута“ на ЦРУ, списък на собствените си незаконни дейности. Хърш скоро се почувства „объркан“, след като научава за среща от 16 януари 1975 г. между главните редактори на вестника (включително изпълнителния редактор Ам Розентал) и президента Джералд Форд, на която президентът споменава политически убийства на ЦРУ – коментар, който впоследствие той иска да бъде заличен от протокола; редакторите по-късно се съгласяват да не казват на Хърш за разкритието. След това той решава да се откаже от докладването на ЦРУ .
На 25 май 1975 г. Хърш разкрива, че американският флот е използвал подводници за събиране на разузнавателна информация в защитената крайбрежна зона от три мили на Съветския съюз в шпионска програма с кодово име Holystone, която е продължила най-малко 15 години. По-късно е разкрито, че Дик Чейни, един от най-добрите помощници на Форд и по-късно вицепрезидент на Джордж Уокър Буш, предлага ФБР да претърси дома на Хърш и неговите източници, за да спре репортажите му по темата.
През 1976 г. Хърш се премества със семейството си в Ню Йорк, където съпругата му трябва да посещава медицинско училище. Започва да работи по по-големи проекти; първия е разследване в четири части, продуцирано с Джеф Герт, което първоначално се появява на 27 юни 1976 г., за дейността на Сидни Коршак, адвокат и „средник“ за Чикагската мафия, синдикални лидери и Холивуд. На 24 юли 1977 г. „Таймс“ публикува първия запис в тристранно разследване на Хърш и Герт за финансови некоректности в Gulf and Western Industries, един от най-големите конгломерати в страната; то е последвано от две граждански дела от Комисията по ценните книжа и борсите. Ръководството на „Таймс“ е двусмислено относно новия фокус на Хърш (той по-късно заявява, че вестникът „не беше толкова щастлив, когато преследвахме злоупотреби в бизнеса, колкото когато ритахме някой мърляч в правителството“) и той напуска работата през 1979 г., за да започнете да пишете книга за Хенри Кисинджър.
През 1981 г. статия от Хърш в списание The New York Times описва как бившите агенти на ЦРУ Едуин Уилсън и Франк Терпил са работили с полковник Муамар Кадафи, лидерът на Либия, за нелегален износ на експлозиви и обучение на войските му за тероризъм. Хърш съобщи, че ЦРУ е дало мълчаливо одобрение на двамата да наблюдават продажбата на американски технологии. Историята е последвана от Герт в Times до 1982 г., което подтиква реформи в агенцията.

## Разследващи книги: 1980-те и 1990-те години
Книгата на Хърш от 1983 г. „Цената на властта: Кисинджър в Белия дом на Никсън“, която включва четири години изчерпателна работа и повече от 1000 интервюта, е бестселър и му носи наградата на Националния кръг на книжните критици за нехудожествена литература. Книгата от 698 страници съдържа 41 глави, включително 13, посветени на ролята на Кисинджър във Виетнам и бомбардировките на Камбоджа; други теми включват ролята му в чилийския преврат, Индо-пакистанската война от 1971 г., вътрешното подслушване и водопроводчиците в Белия дом, както и критиките на Хърш към бившите му колеги от Times, като Макс Франкел и Джеймс РестъАн, за близостта им с него. Едно много обсъждано твърдение беше, че Кисинджър, първоначално съветник на Нелсън Рокфелер в първичните избори на Републиканската партия през 1968 г. преди поражението му от Никсън, е предложил на кандидата на Демократическата партия Хюбърт Хъмфри вреден материал за Никсън, преди да отиде в кампанията на Никсън със секретна информация той е събрал от мирните преговори в Париж по време на войната във Виетнам. Книгата също така твърди, че Кисинджър е предупредил Никсън за спирането на бомбардировките на президента Линдън Джонсън на 31 октомври 1968 г. 12 часа предварително, осигурявайки позицията му в администрацията. Книгата е известна със своята плътност на информация и прокурорски тон, и се смята, че е попречила на Кисинджър да се върне на правителствена позиция по време на администрацията на Роналд Рейгън.
Докато пише книгата, Хърш преразглежда предишните си репортажи за Едуард М. Кори, посланик на САЩ в Чили от 1967 до 1971 г. През 1974 г. Хърш съобщава в Times, че Кори е знаел за усилията на ЦРУ да предизвика преврат. Кори, който реагира на твърдението с яростно отричане, иска оттегляне на първа страница в замяна на документи, които Хърш иска за книгата си. Оттеглянето, което Time нарече „най-дългата корекция, публикувана някога“, се появява на 9 февруари 1981 г. Питър Корнблу, експерт по Чили в Националния архив по сигурността, по-късно преценява въз основа на разсекретени документи, че Кори не е знаел за участието на ЦРУ. Също така в книгата е твърдението, че бившият индийски премиер Мораджи Десаи е получавал 20 000 долара годишно от ЦРУ по време на администрациите на Джонсън и Никсън. Десай завежда дело срещу Хърш за 50 милиона долара за клевета; когато делото е изправено през 1989 г., Десай, тогава на 93 години, е твърде болен, за да присъства, но Кисинджър се появи и свидетелства, че Десай не е работил по никакъв начин за ЦРУ. Чикагско жури се произнася в полза на Хърш, като установява, че не е доказано, че Хърш е възнамерявал да напише неистини или че е показал безразсъдно пренебрежение към истината, което трябва да бъде доказано в дело за клевета.
През август 1983 г. статия от 17 500 думи на Хърш в списание The Atlantic твърди, че бившият президент Джералд Форд, когото той интервюира в историята, е сключил тайна сделка преди оставката на Никсън, с посредничеството на началника на щаба на Никсън генерал Александър Хейг, която му дава президентския пост в замяна на последващото му помилване на Никсън. Хърш работи върху и разказва документалния филм на PBS Frontline от 1985 г. Buying the Bomb, в който се разказва за пакистански бизнесмен, който се е опитал да пренесе контрабандно от САЩ критронни устройства, които могат да се използват като задействащи ядрени бомби На 12 юни 1986 г. статия от Хърш в Times разкрива, че подкрепяният от САЩ диктатор на Панама Мануел Нориега е ключова фигура в трафика на оръжия и наркотици. Статията е първата в „политическото свлачище“ от обвинения срещу Нориега; през 1989 г. САЩ нахлуват в Панама и го залавят, отвеждайки го в САЩ, за да бъде съден.
Хърш прекарва голяма част от десетилетието в писане на две приветствани от критиците, но комерсиално неуспешни книги. В заглавието си от 1986 г. „Целта е унищожена“ Хърш разглежда свалянето през 1983 г. на полет 007 на Korean Air Lines от Съветския съюз. Той съобщава, че военновъздушните сили на САЩ са разбрали почти веднага, че Съветите вярват, че са свалили военен самолет и че САЩ са представили погрешно ситуацията, за да представят Съветите като умишлени убийци на цивилни. В The Samson Option (1991) Хърш описва историята на програмата за ядрено оръжие на Израел, като се аргументира, че ядрен капацитет е търсен от основаването на държавата и че той е постигнат чрез политика на САЩ на престорено невежество и непряка помощ. Хърш също пише, че Израел е получил помощ от САЩ във войната от Йом Кипур през 1973 г. чрез „ядрен шантаж“ (заплахата на Израел да използва оръжията срещу своите арабски врагове). Друго голямо обвинение е, че разузнавателните данни, предадени на Израел от осъдения американски шпионин Джонатан Полард, са били споделени със Съветския съюз от бившия министър-председател Ицхак Рабин, който отрича обвинението. Друго обвинение е, че британският медиен магнат Робърт Максуел е бил информатор на Мосад, националната разузнавателна агенция на Израел; Максуел завежда дело за клевета срещу Хърш, но умира при инцидент с удавяне две седмици след публикуването на книгата.
Бестселърът на Хърш от 1997 г. „Тъмната страна на Камелот“ за политическата кариера на Джон Кенеди е противоречив и силно критикуван. Малко преди публикуването в пресата се появява, че Хърш е премахнал твърденията в последния момент, които се основават на фалшиви документи, предоставени му от измамника Лекс Кюсак, включително фалшив договор за тайни пари между Кенеди и Мерилин Монро. Статия за спора в The Washington Post каза: „Странната и изопачена сага с досието JFK е отчасти предупредителна история, отчасти шамарски фарс, история за измама и самозаблуда в услуга на търговията и журналистиката“. Хърш и един бивш съавтор са получили аванс от 800 000 долара за проекта. Други аспекти на книгата също бяха подложени на критика, включително навлизането в предполагаемите сексуални изблици на Кенеди въз основа на интервюта с негови пазачи от тайните служби и твърдението, че Кенеди е използвал Джудит Екснър като куриер, за да достави пари на мафиота Сам Джанкана, направени от източник, който по-късно се отрече от него пред Съвета за преглед на досиетата на убийствата.
През 1998 г. Хърш публикува „Срещу всички врагове: Синдром на войната в Персийския залив: Войната между болните ветерани на Америка и тяхното правителство за синдрома на войната в Персийския залив“. Той изчислява, че 15 процента от завръщащите се американски войници са били засегнати от хроничното и мулти-симптоматично разстройство и оспорва твърдението на правителството, че страдат от умора от война, за разлика от ефектите на химическо или биологично оръжие. Той предлага като възможна причина дима от унищожаването на склад за оръжие, съхраняващ нервнопаралитичен газ в Хамисия в Ирак, на който са били изложени повече от 100 000 войници.

## По-късни изследвания
Започвайки през 1993 г., Хърш става редовен сътрудник на списание The New Yorker, редактирано от Тина Браун до 1998 г. и Дейвид Ремник след това. В негова публикация от 1993 г. се твърди, че Пакистан е разработил ядрени оръжия със съгласието на администрациите на Рейгън и Буш, използвайки ограничени, високотехнологични материали, закупени в САЩ. През май 2000 г. статия от 25 000 думи на Хърш, озаглавена „Превъзходна сила", най-дългият материал в списанието от 1993 г. насам, описва подробно битката при Румайла, предполагаемо клане на отстъпващи и предаващи се иракски войски от войници под командването на генерал Бари Маккафри на „Магистралата на смъртта“ в последните дни на войната в Персийския залив от 1990 – 1991 г. Той е получил съвети за инцидента, който е разследван и отхвърлен от американската армия, от други офицери, докато разследва ролята на Маккафри в колумбийската нарковойна. Хърш прави шест месеца проучване за статията и интервюира 300 души, включително войници, които са били свидетели на убийствата; той твърди, че Маккафри е измамил началниците си и е пренебрегнал заповедите за прекратяване на огъня През юли 2001 г. списанието публикува разследването на Хърш за незаконните действия на Mobil, многомилиардна сделка за размяна на петрол между Казахстан и Иран през 1990 г.
След терористичните атаки от 11 септември 2001 г. Хърш насочва вниманието си към политиката на САЩ в Близкия изток и „войната срещу тероризма“ на администрацията на Буш. В The New Yorker той докладва за провалите на американското разузнаване около 11 септември; относно корупцията на саудитското кралско семейство и предполагаемата му финансова подкрепа за Осама бин Ладен; и за потенциалната нестабилност на пакистанския ядрен арсенал, включително статия, в която се твърди, че Пентагонът е планирал тайна операция в Пакистан за обезвреждане на оръжията. Президентът Буш казва на пакистанския президент Первез Мушараф, че Хърш е „лъжец“. По време на американското нахлуване в Афганистан Хърш съобщи, че дрон Predator е последвал конвой, превозващ талибанския лидер молла Омар, но забавеното одобрение за ракетен удар му е позволило да избяга; че неуспешно нападение на армейските части Делта Форс срещу комплекса на Омар в Кандахар е довело до бягство, при което 12 войници са ранени; и че подкрепен от САЩ въздушен транспорт на пакистански офицери от Кундуз в Афганистан по невнимание е превозвал талибани и бойци на Ал-Каида. Хърш по-късно съобщава за неправилното наказателно преследване от страна на правителството на Закариас Мусауи, за агресивните усилия на САЩ за убийство на членове на Ал Кайда и за бизнес конфликти на интереси, държани от Ричард Пърл, председател на консултативния съвет по отбранителна политика на Пентагона, което довежда до неговата оставка.

### Ирак иАбу Гариб
След американската инвазия в Ирак през 2003 г. Хърш оспорва фалшивите твърдения на администрацията на Буш за предполагаемите запаси от оръжия за масово унищожение на Саддам Хюсеин и връзките му с тероризма, които са били използвани за оправдаване на инвазията. Той съобщава, че твърдението, че Ирак е получил ядрени материали от Нигер, се основава на фалшиви документи, че Службата за специални планове на Пентагона е предоставила съмнителни разузнавателни данни на Белият дом относно оръжейния капацитет на Ирак и че администрацията на Буш е оказала натиск върху разузнавателната общност да наруши правилото си за „отвеждане на печката“, което позволява само проверена и потвърдена информация да се издига нагоре по командната верига.
На 30 април 2004 г. Хърш публикува първата от трите статии в The New Yorker, които подробно описват изтезанията и малтретирането от страна на американските военни на задържани в затвора Абу Гариб близо до Багдад. Историята, озаглавена „Изтезанията в Абу Гариб“, е придружена от станала скандална снимка на иракски затворник, стоящ върху кутия и носещ черна заострена качулка, ръцете му разперени и прикрепени към електроди. Кратък материал със снимката и други са се появили два дни по-рано в новинарската програма на CBS 60 Minutes II, в очакване на статията на Хърш. Той описва тези снимки:
| „ | В едно редник [Линди] Ингланд, с цигара, висяща от устата ѝ, дава весел знак с вдигнат палец и сочи към гениталиите на млад иракчанин, който е гол с изключение на торбата с пясък на главата си, докато мастурбира. Показани са трима други голи иракски затворници с качулки и ръце, рефлексивно кръстосани върху гениталиите си. ... В друг, Ингланд стои ръка за ръка със специалиста [Чарлз] Грейнър; и двамата се усмихват и вдигат палец зад група от може би седем голи иракчани, свити колене, натрупани тромаво един върху друг в пирамида. ... Още една снимка показва коленичил, гол, затворник без качулка ... позиран, за да изглежда, че прави орален секс с друг затворник, който е гол и с качулка. | “ |

Линди Ингланд получава таен доклад от 53 страници от вътрешно армейско разследване, ръководено от генерал Антонио Тагуба, който е представен на 3 март. В него са описани повече от злоупотребите, включително изливане на студена вода и течност от счупени химически лампи върху голи задържани, побоища с пръчка от метла и стол, заплашване на мъже с изнасилване, позволяване на надзиратели да зашиват рани от побой, содомизиране на задържан с химическа светлина и пръчка от метла и използване на военни кучета за сплашване. Статията също така твърди, че екипи на военното разузнаване, включващи служители на ЦРУ и „специалисти по разпити“ от частни изпълнители, са насочили насилието към затвора. В две статии от май 2004 г., „Командна верига“ и „Сивата зона“, Хърш твърди, че злоупотребата произтича от строго секретна програма за специален достъп (SAP), разрешена от министъра на отбраната Доналд Ръмсфелд по време на инвазията в Афганистан през 2001 г., което предоставя общо одобрение за убийства, отвличания и разпити (в залива Гуантанамо и черните сайтове на ЦРУ) на „високоценни“ цели. Той твърди, че SAP е била разширена до военните затвори на Ирак през 2003 г., за да събира разузнавателна информация за нарастващия бунт, с Ръмсфелд и заместник-министъра на отбраната по разузнаването Стивън Камбоун също така разширява методите си на физическа принуда и сексуално унижение под името „Медно зелено“.
В рядко изявление, отговарящо директно на обвиненията, говорителят на Пентагона Лорънс Ди Рита казва, че те са „необичайни, конспиративни и пълни с грешки и анонимни предположения“ и че отразяват „трескавите прозрения на онези, които имат малка, ако изобщо имат, връзка към дейността в Министерството на отбраната“; той добавя, че: „С тези неверни твърдения списанието и репортерът са се превърнали в част от историята.“ С разрастването на скандала и увеличаването на призивите към Ръмсфелд да подаде оставка, той частно предлага да се оттегли, което Буш отхвърля. По-късни истории от други репортери разкриват бележките за изтезанията, в които Министерството на правосъдието е съветвало Пентагона и ЦРУ относно законността на „усъвършенствани техники за разпит“. Както след репортажите на Хърш за клането в Ми Лай, той привлича национално и международно внимание и печели множество награди, включително петата си награда „Джордж Полк“. Книга, съставена и надграждаща репортажите му след 11 септември за The New Yorker, озаглавен Chain of Command: The Road from 9/11 to Abu Ghraib, е публикуван по-късно през 2004 г.
През юли 2005 г. в статия от Хърш се твърди, че САЩ тайно са се намесили в полза на Аяд Алауи на парламентарните избори в Ирак през януари 2005 г., в кампания „извън книгите“, проведена от пенсионирани служители на ЦРУ и неправителствен персонал, и със средства „не непременно“ присвоени от Конгреса.

### Иран
В статия от януари 2005 г. за The New Yorker, озаглавена „Предстоящите войни“, Хърш пише, че следващата цел на САЩ в Близкия изток е Иран и твърди, че тайни американски разузнавателни мисии, включително оперативна група командоси, са проникнали в страната, за да съберат разузнаване за ядрени, химически и ракетни обекти от средата на 2004 г. През април 2006 г. в статия от Хърш, озаглавена „Иранските планове“, се твърди, че администрацията на Буш ускорява военното планиране за атака срещу Иран и че Пентагонът е представил на Белия дом опцията за използване на ядрени оръжия за разбиване на бункери на подземните обекти за обогатяване на уран в страната; освен това той твърди, че Съветът на началник-щабовете по-късно се опитва да се откаже от тази опция, която е съпротива от служители на Белия дом. Статията също така твърди, че американски войски проникват в Иран, за да установят контакт с антиправителствени малцинствени групи, и че самолети, базирани на палубни самолети, са летели със симулирани ядрени бомбардировки. Хърш пише още няколко статии за този предполагаем план през следващите две години, включително статия от юли 2006 г. за това как висши командири оспорват плана на Буш за голяма бомбардировъчна кампания, статии през ноември 2006 г. и март 2007 г. за пренасочването на плана за цели в Иран, подпомагащи иракски екстремисти, и статия от октомври 2007 г. за планирани „хирургически“ удари върху тренировъчни лагери и складове за провизии на иранските сили Кудс.
В статия от август 2006 г. Хърш твърди, че САЩ са участвали в планирането на атаките на Израел срещу Хизбула в Ливанската война през 2006 г. като „прелюдия“ към американските бомбардировки над Иран. В статията си от март 2007 г., озаглавена „Пренасочването“, той твърди, че САЩ и Саудитска Арабия тайно подкрепят сунитски екстремистки групи за борба с влиянието на шиитски Иран и Сирия и че ливанското правителство на Фуад Синьора използва САЩ да подкрепят доставката на оръжие на Осбат ал-Ансар и Фатах ал-ислам, въоръжени групи в палестински бежански лагери, за да се създаде противовес на подкрепяната от шиити Хизбула. През май 2007 г. Ливан предприема атака срещу Фатах ал-Ислам, която обвинява във връзки със сирийското правителство, което поставя0 началото на тежък вътрешен конфликт.
В статия от юни 2008 г., озаглавена „Подготовка на бойното поле“, Хърш твърди, че Конгресът тайно е присвоил 400 милиона долара за голяма ескалация на тайни операции срещу Иран в края на 2007 г., след искане от президента Буш. Твърди се, че искането е „фокусирано върху подкопаване на ядрените амбиции на Иран и опит да се подкопае правителството чрез смяна на режима“ и включва нови дейности като финансиране на опозиционни групи в южната и източната част на страната. Статията също така твърди, че вицепрезидентът Дик Чейни, след инцидент през януари 2008 г. в Ормузкия проток, при който американски военен кораб почти стреля по ирански лодки, за война; Хърш по-късно казва в интервю, че една от обсъдените и отхвърлени опции е била операция под фалшив флаг, включваща военноморски тюлени, които ще се представят за ирански патрули и ще започнат престрелка с американски кораби. Хърш по-късно започва да пише книга за Чейни през 2011 г., върху която прекарва четири години, преди да се откаже на фона на репресиите срещу изтичането на информация, вместо да напише своите мемоари от 2018 г. в „Репортер“.
Хърш твърди в статия от май 2011 г., озаглавена „Иран и бомбата“, че на САЩ липсват убедителни доказателства, че Иран разработва ядрени оръжия, цитирайки все още класифицирана оценка на националното разузнаване, изготвена от Националния съвет за разузнаване по-рано същата година. Обобщението на оценката за 2007 г., което е публикувано публично, установява „с висока степен на увереност“, че Иран е спрял оръжейната си програма в края на 2003 г. след нахлуването в Ирак; Хърш твърди, че оценката от 2011 г. установява, че тази програма е била насочена към Ирак (за който Иран смяташе, че разработва ядрено оръжие), а не към Израел или САЩ, и че никакви нови доказателства не са променили оценката от 2007 г., въпреки разширеното тайно наблюдение. В статия от ноември 2011 г. след публикуването на доклад на Международната агенция за атомна енергия (МААЕ) относно възможните военни измерения на ядрената програма на Иран, Хърш оспорва, че констатациите са нови или трансформиращи, като твърди, че остават „няма окончателни доказателства“ за оръжейна програма и нарича доклада „политически документ“ в интервю.
В статия от април 2012 г. Хърш твърди, че САЩ са обучавали членове на иранската дисидентска група Mujahideen-e-Khalq (MEK), посочена като „чуждестранна терористична организация“ от Държавния департамент, в обект в Невада от 2005 до 2007 г. и е предоставила разузнавателна информация за своите убийства на ядрени учени.

### Сирия и химически атаки
В първите седмици на войната в Ирак през 2003 г. Хърш пътува до Дамаск в Сирия и интервюира президента Башар ал-Асад, когото интервюира още няколко пъти през следващите години, последният в началото на 2010 г.; той също интервюира Хасан Насрала, лидера на Хизбула. През февруари 2008 г. статия от Хърш постави под въпрос израелските и американските твърдения, че сирийско съоръжение, бомбардирано от Израел през септември 2007 г., е ядрен реактор в процес на изграждане; по-късен доклад на МААЕ през 2011 г. установи, че е „много вероятно“ това да е таен реактор. Статия от Херш през април 2009 г., цитираща неговата имейл кореспонденция с Асад, предполага, че Сирия е нетърпелива за мир с Израел за Голанските възвишения, както и за преговори със САЩ относно оттеглянето им от Ирак и подкрепата на Сирия за Хамас и Хизбула. Хърш заключи, че администрацията на Обама има шанс за дипломация със Сирия и може би с Иран.
На 8 декември 2013 г. в статия от Хърш, озаглавена „Чий зарин?“, публикувана в London Review of Books (LRB), се твърди, че администрацията на Обама е разполагала с „подбрана интелигентност“ за атаката със зарин на 21 август 2013 г. в Гута по време на Гражданската война в Сирия, която уби стотици цивилни, за да припише атаката на правителството на Асад и да оправдае военен удар. Статията, която беше отхвърлена от The New Yorker и The Washington Post, твърди, че телеграма, изпратена до Агенцията за разузнаване на отбраната през юни, и други доклади на разузнаването са установили, че Ал Нусра, клон на Ал Кайда и част от сирийската опозиция, също беше в състояние да произвежда и използва зарин. Хърш също така твърди, че откриването на американска сензорна система за производство на зарин в правителствено депо през декември 2012 г. е предизвикало публичното предупреждение на Барак Обама, че използването на зарин е „напълно неприемливо“, което не е повторено преди атаката в Гута. Статията цитира експерта по боеприпаси Теодор Постол, който прецени, че ракетите, използвани в атаката, са били импровизирани и че техният приблизителен обхват от 2 километра (1,2 мили) не е в съответствие с предложената траектория на полета от база на сирийската армия на 9 километра (5,6 мили). Във втора статия, публикувана в LRB през април 2014 г., озаглавена „Червената линия и линията на плъховете“, Хърш твърди, че атаката е извършена от Ал Нусра с помощта на турското правителство на Реджеп Тайип Ердоган в операция под фалшив флаг има за цел да въвлече САЩ във войната срещу Асад. В него се описва предполагаема операция по веригата за доставки, организирана от ЦРУ и MI6 на Обединеното кралство с финансиране от Саудитска Арабия и Катар, която транспортира оръжие до сирийските бунтовници от Либия през Южна Турция между началото на 2012 г. и атаката през септември 2012 г. срещу консулството на САЩ и Приложение на ЦРУ в Бенгази. Хърш твърди, че Националната разузнавателна организация на Турция и Жандармерията е продължила да инструктира Ал-Нусра за производството и разполагането на зарин и че планираният американски удар е бил предотвратен, след като британското разузнаване установи, че пробите от зарин от Гута не съответстват на партидите от арсенала на Сирия.
Доклад от разследване на Организацията на обединените нации (ООН) заключава, че зарин е бил използван в Гута, но не поема отговорност за атаката. Блогърът Елиът Хигинс и експертът по химически оръжия Дан Касета оспориха някои от твърденията в статиите с разузнавателна информация с отворен код, като написаха, че „импровизираните“ ракети са били използвани от сирийската армия още през ноември 2012 г. и че фронтът линиите в деня на атаката бяха само на 2 километра (1,2 мили) от местата на удара, в рамките на приблизителния обхват на „Постол“. Те също така критикуваха претенцията за отговорността на Ал-Нусра, като се позоваха на голямата трудност и разходите за производство на зарин и наличието на хексаминв пробите от Гута, добавка, която Сирия по-късно обяви за част от своята програма за химически оръжия.
В статия от декември 2015 г. в LRB, озаглавена „Военни за военни“, Хърш твърди, че Обединеният комитет на началник-щабовете, след като е открил до средата на 2013 г., че Турция помага на Ал-Нусра и Ислямска държава (ISIS) и че умерените бунтовници са вече нежизнеспособни, бяха саботирали подкрепата на Обама за бунтовниците, като изпратиха американско разузнаване до армиите на Германия, Русия и Израел, при условие че ще бъдат препратени на Асад. В замяна на тази подкрепа, насочена към победата над ИД, Хърш твърди, че Обединените началници са изискали Асад да „обуздае“ Хизбулада да не атакува Израел, да поднови преговорите с Израел за Голанските възвишения, да се съгласи да приеме руски съветници и да проведе избори след войната. Този предполагаем съюз приключи през септември 2015 г. след пенсионирането на неговия архитект, председател генерал Мартин Демпси. Макс Фишър от Vox разкритикува разказа, цитирайки докладите, че Сирия и Русия са бомбардирали предимно бунтовниците срещу ИД вместо ИД, както и видната обществена подкрепа на Демпси за изпращането на повече оръжия на бунтовниците, за което той се сблъска с Обама.
На 25 юни 2017 г. германският вестник Ди Велт публикува статията на Хърш „Червената линия на Тръмп“, която беше отхвърлена от LRB. В него се твърди, че атаката на сирийските военновъздушни сили на 4 април 2017 г. срещу Хан Шейхун не е атака със зарин, а конвенционална бомбардировка, проведена с руското разузнаване, която удари сграда на регионален щаб с „торове, дезинфектанти и други стоки“ в мазето му, което създаде „ефекти, подобни на тези на зарина“. Освен това в статията се твърди, че ракетният удар от 7 април по авиобаза Шайрат, нареден от президента Доналд Тръмп, беше проведено въпреки американското разузнаване, потвърждаващо конвенционална бомбардировка. Хигинс отново критикува твърденията на Хърш, пишейки за Bellingcat, че те са несъвместими със сирийските и руските описания на целта и сателитни изображения на местата на удара, както и открития на зарин и хексамин в проби, извлечени от Организацията за забрана на Химически оръжия (ОЗХО). По-късно разследване от съвместен панел на ООН и ОЗХО установи, че атаката е бомбардировка със зарин от сирийските военновъздушни сили.

### Убийството на Осама бин Ладен
В интервю от септември 2013 г. Хърш коментира, че разказът на САЩ за нападението от 2 май 2011 г. в Аботабад, Пакистан, при което беше убит Осама бин Ладен, е „една голяма лъжа, нито една дума от нея не е истина“. Той заяви, че както администрацията на Обама, така и Пакистан са излъгали за събитието и че американските медии не са били склонни да предизвикат администрацията, казвайки: „Това е жалко, те са повече от раболепни, страхуват се да се заядат с този човек [Обама]“. Хърш по-късно каза, че неговите източници са му казали, че официалната история е била невярна дни след нападението, но че New Yorker е отхвърлил предложенията му за статии.
На 10 май 2015 г. в London Review of Books е публикувана статия от 10 000 думи от Хърш, описваща алтернативен разказ за нападението, озаглавена „Убийството на Осама бин Ладен“. Официалната версия беше, че Бин Ладен е бил локализиран чрез разпит на задържани и наблюдение на неговия куриер, че Пакистан не е знаел за операцията и че той е бил убит едва когато не се е предал; Хърш съобщи, че Бин Ладен е бил заловен и държан като пленник на Междуведомственото разузнаване на Пакистан (ISI) от 2006 г., че местоположението му е било разкрито на ЦРУ от бивш пакистански разузнавач през 2010 г., че висши пакистански военни служители са знаели за операция и че бин Ладен е бил убит. В статията се твърди, че Пакистан е държал Бин Ладен, с финансовата подкрепа на Саудитска Арабия, като лост срещу Ал Кайда и че се е съгласил да го предаде в замяна на увеличена военна помощ от САЩ и „по-свободна ръка в Афганистан“. Допълнителни твърдения бяха, че ДНК-то на Бин Ладен е било събрано от лекар от пакистанската армия, а не от Шакил Африди при фалшива кампания за ваксиниране от ЦРУ; че военноморските тюлени не са срещнали съпротива в комплекса и са били ескортирани от служител на ISI; че тялото на бин Ладен е било разкъсано от пушка; и че части от трупа му са били изхвърлени над планините Хиндукуш при полета обратно към Джелалабад, вместо да бъдат погребани в морето. През 2016 г. е публикувана книга, събираща статията и статиите на Хърш за Сирия за списанието, The Killing of Osama bin Laden.
Статията на Хърш беше силно критикувана от други репортери. Разказът беше подобен на малко известна публикация от август 2011 г. на блогъра за национална сигурност RJ Hillhouse, който нарече статията на Хърш „или плагиатство, или неоригинална“, въпреки че тя спекулира, че са използвали различни източници; Хърш отрече да е чел работата ѝ. Макс Фишър от Vox обвини историята на Хърш във „вътрешни противоречия“ и „обезпокоителни несъответствия“ в дълга статия, поставяйки под въпрос наред с други твърдения, че САЩ и Пакистан са сключили тайна сделка, тъй като военната помощ на САЩ е намаляла и отношенията са се влошили в следващите години. Си Ен Ен, който посети комплекса след нападението, оспори, че единствените изстрели са били тези, които са убили Бин Ладен, пишейки, че е видял доказателства за продължителна престрелка. И двамата журналисти, както и Джак Шафър в Politico и Джеймс Кърчик в Slate, критикуваха източниците на Хърш: неназован „пенсиониран висш [американски] разузнавателен служител“, „двама дългогодишни консултанти на Командването на специалните операции“, и пакистански генерал в оставка Асад Дурани, който оглавяваше ISI от 1990 до 1992 г., като Фишър пише, че това е „притеснително малко доказателство за история, която обвинява стотици хора в три правителства в организиране на масивна международна измама, която продължава години наред“. Фишър също така постави под съмнение, че Пакистан е настоял за сложен рейд върху по-прости и по-нискорискови методи, питайки защо Бин Ладен не е бил убит и тялото му е било предадено или убито при инсцениран американски удар с дрон. В статията на Хърш се посочва, че удар с дрон е първоначалното прикритие на атаката, преди един от хеликоптерите Black Hawk да се разбие и да бъде разрушен, което е невъзможно да се скрие.
Някои подробности в статията на Хърш бяха потвърдени от Карлота Гал от The New York Times, която съобщи, че преди това е била уведомена от „член на високо ниво“ на ISI, че Пакистан е укривал Бин Ладен и че бригаден служител на ISI е информирал ЦРУ за местоположението му; NBC News също потвърди твърдението на пенсиониран офицер от ISI, който е предупредил ЦРУ. Пакистанските новинарски издания твърдят, че информаторът е бригаден генерал Усман Халид, починал през 2014 г. В статия в Columbia Journalism Review Тревър Тим, изпълнителен директор на Фондация за свобода на печата, критикува някои в медиите за етикетирането на Хърш като „теоретик на конспирацията“ и за това, че не успя да продължи докладването, което или потвърждава, или опровергава твърденията му. Той защити използването на Хърш от анонимни източници, които според него са повсеместни и оправдани предвид тайния характер на предполагаемата операция, и похвали статия на Али Уоткинс от The Huffington Post като една от малкото, които идентифицираха разработката на типстъра като дискредитираща твърдението на ЦРУ, че неговото изтезание на задържани е разкрило самоличността на куриера на бин Ладен, което преди това беше оспорено от доклада от декември 2014 г. за изтезанията от Комисията по разузнаването на Сената.

### Саботаж на Северен поток
На 8 февруари 2023 г. в статия на Substack, озаглавена „Как Америка извади газопровода „Северен поток“, Херш твърди, че саботажът на 26 септември 2022 г. на тръбопроводите „Северен поток 1“ и „Северен поток 2“, които пренасят природен газ от Русия до Германия през Балтийско море, беше извършено от САЩ в строго секретна операция на ЦРУ, наредена от президента Джо Байдън, със съдействието на Норвегия. Публикуваната самостоятелно публикация, която разчита на един анонимен източник „с пряко познаване на оперативното планиране“, твърди, че водолази от ВМС на САЩ, действащи от норвежки кораб, използвайки учението на НАТО BALTOPS 22 през юни 2022 г. като прикритие, са поставили C-4 мини, които по-късно бяха детонирани дистанционно от сонарен буй, пуснат от норвежки самолет. Предполагаемият мотив е намаляване на руското икономическо влияние в Европа и прекъсване на основен източник на държавни приходи; Северен поток - 2 все още не беше в експлоатация, но щеше да удвои доставките на газ от Северен поток 1. Хърш цитира изявления срещу газопровода, направени от Байдън и неговия външнополитически екип като подкрепа, включително предупреждението на Байдън през февруари 2022 г., преди руското нахлуване в Украйна, че: „Ако Русия нахлуе ... вече няма да има Северен поток 2. Ще сложим край на това."
Страната, отговорна за атаката, която унищожи три от четирите тръбопровода, не беше широко известна по време на доклада на Хърш. Западните страни не бяха официално обвинили Русия, въпреки че някои официални лица подозираха, че тя е отговорна; Русия обвини Кралския флот на Обединеното кралство, а по-късно и САЩ, и оспори идеята, че ще унищожи тръбопроводите, които мажоритарно притежава чрез Газпром. През декември 2022 г. The Washington Post съобщи, че „23 дипломатически и разузнавателни служители в девет държави“ не са видели доказателства, че Русия е отговорна, а The New York Times съобщи, че Русия тихо проучва скъпи ремонти на тръбопроводите. Германия, Дания и Швеция започнаха разследвания на бомбардировките; през февруари 2023 г. The Times съобщи, че германските следователи са отворени към теории, че западната държава е отговорна. След доклада на Хърш, руското външно министерство призова САЩ за коментар; Съветът за национална сигурност на САЩ, Държавният департамент и ЦРУ, както и външното министерство на Норвегия отрекоха обвинението. Кели Влахос, старши съветник в Quincy Institute for Responsible Statecraft, описа реакцията на основните медии в САЩ на публикацията на Хърш като „пълно затъмнение“, твърдейки, че репортажите му „трябваше да отворят шлюзовете на журналистическото разследване“. Материалът получи широко внимание в независимите медии и европейските мейнстрийм медии, включително в Германия, където Бундестагът проведе първия си дебат относно нападението на 10 февруари; Членове на германската опозиция от Die Linke и AfD призоваха изпълнителната власт да оповести резултатите от своето разследване, което бе обявила, че няма да публикува „поради съображения, свързани с благосъстоянието на държавата“. В Русия Херш'RT и ТАСС. На заседание на Съвета за сигурност на ООН на 21 февруари руският представител Василий Небензя цитира Хърш в призива си за независимо разследване на ООН.
Някои от твърденията на Хърш бяха критикувани от писатели, използващи разузнаване с отворен код . В публикация в Substack блогърът Оливър Александър оспори твърдението, че американските водолази са действали от норвежки миночистач от клас Alta, тъй като нито един кораб от този клас не е участвал в BALTOPS 22; той отбеляза участието на Hinnøy, член на подобен клас Oksøy mine hunter, но написа, че данните от AIS от кораба показват, че той е преминал няколко километра от най-близките места, без да забавя скоростта. Той написа, че записите на ADS-B не показват предполагаемия „привидно рутинен полет“ на норвежеца P-8 Poseidon в часовете преди експлозиите и постави под въпрос твърдението, че генералният секретар на НАТО Йенс Столтенберг е сътрудничил на американското разузнаване след войната във Виетнам, тъй като Столтенберг е бил само на 16 години през 1975 г. Той също така попита защо само три от четирите тръбопровода бяха саботирани, но постът на Хърш не беше засегнат. Хърш отговори, че американското разузнаване може да е манипулирало данните с отворен код чрез подправяне на транспондери. Александър по-късно пише, че сателитните изображения на Sentinel и Landsat показват Hinnøy да плава във формация с други кораби на НАТО на шест места, в съответствие с данните на AIS.
През март 2023 г. New York Times съобщи, че нови доклади на разузнаването предполагат, че „проукраинска група“ е отговорна за атаката, а германският вестник Die Zeit съобщи, че германските следователи са установили, че е извършена от шестима души от гмуркане с неясна националност от яхта, наета от украинско-полска компания. Херш отхвърли този разказ като неправдоподобен и каза, че това е опит да се отклони вниманието от неговата история.

## Други твърдения

### Речи
В интервю за списание New York от 2005 г. Хърш направи разлика между строгите стандарти за точност, спазвани в неговите печатни репортажи, и свободата на действие, която си позволяваше в речите, в които той говореше неофициално за истории, върху които все още се работи, или променяше информация, за да защити източниците му: „Понякога променям събития, дати и места по определен начин, за да защитя хората... Не мога да излъжа това, което пиша. Но със сигурност мога да излъжа това, което казвам.“
В реч през юли 2004 г. пред Американския съюз за граждански свободи, в разгара на скандала в Абу Гариб, Херш твърди, че е имало видеозаписи на млади момчета, подложени на сексуално насилие в затвора, в които може да се чуе техният „писък“. В книгата си Chain of Command обаче той пояснява, че адвокат по делото му е казал за свидетелско изявление на затворник, което описва предполагаемото изнасилване на момче от чужд служител по договор, който работи като преводач, като жена правеше снимки. Хърш по-късно заявява: „Всъщност не казах точно това, което исках да кажа правилно... Не беше толкова неточно, но беше погрешно заявено. Следващото нещо, което знам, беше из всички блогове.“
В реч през март 2009 г. в Университета на Минесота Хърш твърди, че администрацията на Буш е упълномощила Съвместното командване за специални операции (JSOC) да локализира и убива цели в програма, която се отчита само на вицепрезидента Дик Чейни, извън командната верига, в това, което Хърш описа като „пръстен за убийство с изпълнителна власт“. В реч през януари 2011 г. в Доха, Катар, Хърш твърди, че генерал Стенли А. Маккристъл, ръководител на JSOC от 2003 до 2008 г., и неговият приемник адмирал Уилям Х. Макрейвън са били „членове или поне поддръжници“ на „Рицари на Малта“, католически светски религиозен орден, и че много служители на JSOC са били членове на католическата институция Opus Dei; Маккристъл отрече обвинението. Освен това Херш твърди, че някои военни лидери са гледали на войните на САЩ в Близкия изток като на „кръстоносен поход“, в който са защитавали християните от мюсюлманите „[както] през 13 век“.

### Убийството на Сет Рич
В телефонен разговор от януари 2017 г. за убийството през 2016 г. на служителя на Националния комитет на Демократическата партия Сет Рич Хърш каза на коментатора на Fox News Ед Бутовски, че е чул за доклад на ФБР, според който Рич се е опитвал да продаде имейли на УикиЛийкс преди смъртта си. Въпреки че бил предупреден от Хърш, че информацията може да не е вярна, Бутовски препратил записания разговор на семейство Рич, които били насърчени да наемат частен детектив, цитиран в по-късно оттеглена статия на Fox News относно предполагаемия доклад на ФБР. Хърш по-късно каза, че е предал „клюки“ и че търси информация.

### Злоупотреба с Пат Никсън
В своята автобиография в Reporter от 2018 г. Хърш пише, че е чул през 1974 г., че Пат Никсън, съпруга на бившия президент Ричард Никсън, е била лекувана в спешно отделение в Калифорния, след като съпругът ѝ я е ударил, и че бившият помощник на Никсън Джон Ерлихман му казал от два предишни инцидента, при които Никсън я удари. Хърш избра да не съобщава за предполагаемото насилие, защото го смяташе за част от личния живот на Никсън, решение, за което по-късно съжаляваше.

## Използване на анонимни източници
Репортажите на Хърш са добре известни с използването на анонимни източници, което неговият биограф Робърт Миралди описва като негова „запазена марка“. Докато работи като кореспондент на Пентагона за Асошиейтед Прес (АП), той разработи много анонимни военни източници от висше и средно ниво, карайки служители на Пентагона да се присмиват на факта, че той „наруши всяко правило на бюрократичната журналистика“. Неговият колега от АП Ричард Пайл по-късно отбелязва, че „хората са донякъде раздразнени, че той няма или има малко имена в толкова много от историите си“. Статиите на Хърш за скандала Уотъргейт, като тези на Боб Удуърд и Карл Бърнстейн, използва широко неназовани източници, включително дълбоко в Белия дом, Министерството на правосъдието и Конгреса. Редакторът на Хърш в Ню Йорк Таймс А. М. Розентал го предупреди да спре практиката си да „приписва дълги, колоритни пейоративни коментари в директни цитати на анонимни служители“. След статиите на Хърш за участието на ЦРУ в преврата в Чили, до голяма степен базирани на неназовани източници от ЦРУ, Розентал похвали работата му, но отново предупреди за източниците: „Наше задължение е да бъдем изключително внимателни, сдържани и разумни. Използването им озадачава читателя на най-доброто и повдига въпроси относно достоверността на историята в най-лошия случай."
Консервативните критици на Хърш често го обвиняват в ляво пристрастие в репортажите му за клането в Ми Лай и по-късните истории. Хърш отговори, че: „Не обикалям да вземам историите си от хубави стари левичари или метеоролозите ... Получавам ги от добрите старомодни конституционалисти. Преди много време научих, че не можете да обикаляте правейки преценки въз основа на политиката на хората. Основното нещо е: имат ли те почтеност или не?“. Хенри Кисинджър, в отговор на книгата на Хърш от 1983 г. „Цената на властта“, го обвини, че е включил „изводи, натрупани върху предположения, слухове от трета ръка, приети като факт, егоистични разкази на недоволни противници, издигнати до евангелието, „впечатления“ на хора, няколко пъти отстранявани от сцената“. Книгата на Херш от 1986 г. „Целта е унищожена“ беше особено известна със своите анонимни източници, като Хърш призна, че: „Това е книга, чиито ключови твърдения зависят от неназовани източници ... мистериозни „правителствени служители“ и „разузнавателни анализатори“.“, и книгата му The Samson Option от 1991 г. беше подобна, като журналистът Стивън Емерсън пише в рецензия, че се разчита само на репутацията на Хърш: „Ако някой друг е написал тази книга, Книгата на Хърш от 1997 г. „Тъмната страна на Камелот“ използва много малко неназовани източници, но нейните спорове относно измамите на документи и съмнителни твърдения привлякоха критиките на мнозина в медиите, като биографът на Джон Кенеди Артър М. Шлезингър младши го нарече „най-лековерният разследващ репортер може би в американската история“.
Статиите на Хърш за The New Yorker, подобно на предишните му статии в Times под ръководството на Rosenthal, бяха прегледани от активен редактор (Дейвид Ремник) и екип от проверяващи фактите. В интервю от 2003 г. за Columbia Journalism Review, Ремник заявява, че знае самоличността на всички източници на Хърш: „Знам всеки един източник, който е в неговите статии... Всеки „пенсиониран офицер от разузнаването“, всеки генерал с причина да знам и всички онези фрази, които човек трябва да използва, уви, по необходимост, казвам: „Кой е? Какъв е неговият интерес? Обсъждаме го.“ Репортажите на Хърш за Близкия изток след 11 септември предизвикаха нови критики от неговите неназовани източници; пише в рецензия на книгата на Хърш от 2004 г. Командна верига, че: „Херш използва метода на средновековната схоластика: първо изберете вярата си, след това потърсете доказателства... По мое преброяване Хърш има анонимни източници в рамките на 30 чуждестранни правителства и почти всеки отдел на правителството на САЩ.“ Ремник защити Хърш, твърдейки, че неназовани източници са необходими в разузнавателните доклади поради риска, поет от източници, които са изправени пред уволнение или съдебно преследване. Хърш каза за репортажа си за „войната срещу терора“, че: „Единственият начин да измерите историите ми по някакъв разумен начин е да кажете, че съм писал алтернативна история на войната. И въпросът е: Правилно ли е по принцип? И мисля, че преобладаващо е правилно.“ Уилям Аркин, който работи с Хърш през 90-те години на миналия век, отговори на критиците на грешките на Хърш, че: „Той може да сбърка всеки факт, но да направи историята правилна.“
Репортажите на Хърш извън The New Yorker бяха критикувани, че са били подложени на по-малко редакторски преглед и проверка на фактите. Хърш заяви, че статията му от 2013 г. за химическата атака в Гута, публикувана в London Review of Books (LRB), е била отхвърлена, защото „[Ремник] не я е сметнал за достатъчно силна“. През 2015 г. той заяви, че LRB е използвал бивш проверяващ факти от The New Yorker за статията си за убийството на Осама бин Ладен. Журналистът Джеймс Кирчик критикува по-късните доклади на Хърш за безкритично отношение към информацията, предоставена му от „маниаци“, за които той пише, че са привлечени от Хърш, защото споделя „конспиративен“ възглед за света, където управляват „тъмни, сенчести“ сили. Хърш отговори, че: „Няма нулева стойност в приемането само на линията на правителствените агенции и официалните говорители... Така че това ви кара да разчитате на хора, които имат дневен ред, както обикновено правят всички източници, и привлича хора, които вярват в конспирации. Много на разузнавателната работа е намирането на връзки, малко професионален риск.“ Критиките към Хърш и неговите източници бяха подновени след неговата статия от 2017 г. за химическата атака на Хан Шейхун, Мери-Кей Уилмърс му каза, че „не иска да бъде обвинявана, че е твърде проруска и твърде про-сирийска“, и публикацията на Хърш от 2023 г. за саботажа на Северен поток, публикувана самостоятелно в Substack.
През 2015 г., по време на спора за Бин Ладен, биографът на Хърш Робърт Миралди отбеляза, че историите му често са били противоречиви, когато са били публикувани за първи път, смятани са за твърде конспиративни или разчитащи твърде много на неназовани източници, но че много от тях по-късно са се оказали верни. Той добави, че: „Това е типичният Сай... Той експлодира на първа страница, критиците му казват, че не е така, и въпреки това в крайна сметка се оказа прав. Той обича това. Той се наслаждава на тези моменти.“

## Личен живот
Херш се жени за Елизабет Сара Клайн, лекар, през 1964 г. Двамата имат три деца.

## Награди и отличия
Журналистическите и издателските награди на Хърш включват наградата „Пулицър“ през 1970 г., пет награди „Джордж Полк“ (което го прави най-почитаният лауреат на тази награда към 2004 г.), две награди на Националното списание и повече от дузина други награди за разследваща журналистика:
- 1969: Специална награда „Джордж Полк“ и награда „Уърт Бингам“ за разследваща журналистика, за отразяване на клането в Ми Лай (Dispatch News Service))
- 1970: Награда Пулицър за международен репортаж и Награда за заслуги на Сигма Делта Чи, за репортажи за клането в Ми Лай
- 1973: Награда „Джордж Полк“ за разследващи репортажи и награда за обществена служба „Скрипс-Хауърд“, за отразяване на операция „Меню“ (The New York Times)
- 1974: Награда „Джордж Полк“ за национален репортаж за отразяване на операция „Хаос“ (The New York Times)
- 1975: Награда „Хилман“ за репортажи във вестници, за отразяване на операция „Хаос“
- 1981: Награда „Джордж Полк“ за национални репортажи (с Джеф Герт и Филип Таубман) и награда „Сигма Делта Чи“, за отразяване на продажбите на оръжие за Либия от бивши агенти на ЦРУ (The New York Times)
- 1983: National Book Critics Circle Award for Nonfiction, Los Angeles Times Book Prize for Biography, и Investigative Reporters & Editors Award, за „Цената на властта: Кисинджър в Белия дом на Никсън“
- 1984: Награда „Хилман“ за „Цената на властта: Кисинджър в Белия дом на Никсън“
- 1992: Награда за разследващи репортери и редактори за „Опцията Самсон: ядреният арсенал на Израел и американската външна политика“
- 2004: National Magazine Award for Public Interest, за статии за администрацията на Буш в навечерието на войната в Ирак (The New Yorker);
- 2004: Награда „Джордж Полк“ за отразяване на списания,
- 2004: Награда на Overseas Press Club Joe and Laurie Dine Award, National Press Foundation Kiplinger Distinguished Contributions to Journalism Award, Letelier-Moffitt Human Rights Award, и LennonOno Grant for Peace, за репортажи за малтретиране на затворници в Абу Граиб (The New Yorker);
- 2004: Награда „Джордж Оруел“ и за двете истории
- 2005: Награда на Националното списание за обществен интерес, за отразяване на малтретирането на затворници в Абу Гариб; Награда за смелост Ridenhour
- 2009: Награда на основателите на Международния център за журналисти за отлични постижения в журналистиката
- 2017: Награда Сам Адамс

## Публикации

### Книги
- Hersh, Seymour M. (1968). Chemical and Biological Warfare: America's Hidden Arsenal. Indianapolis; New York: Bobbs-Merrill. ISBN 978-0-261-63150-2.
- (1970). My Lai 4: A Report on the Massacre and Its Aftermath. New York: Random House. ISBN 978-0-394-43737-8.
- (1972). Cover-Up: The Army's Secret Investigation of the Massacre at My Lai 4. New York: Random House. ISBN 978-0-394-47460-1.
- (1983). The Price of Power: Kissinger in the Nixon White House. New York: Summit Books. ISBN 978-0-671-44760-1.
- (1986). The Target Is Destroyed: What Really Happened to Flight 007 and What America Knew About It. New York: Random House. ISBN 978-0-394-54261-4.
- (1991). The Samson Option: Israel's Nuclear Arsenal and American Foreign Policy. New York: Random House. ISBN 978-0-394-57006-8.
- (1997). The Dark Side of Camelot. Boston; New York; Toronto; London: Little, Brown & Company. ISBN 978-0-316-35955-9.
- (1998). Against All Enemies: Gulf War Syndrome: The War Between America's Ailing Veterans and Their Government. New York: Ballantine Books. ISBN 978-0-345-42748-9.
- (2004). Chain of Command: The Road from 9/11 to Abu Ghraib. New York: HarperCollins. ISBN 978-0-06-019591-5.
- (2016). The Killing of Osama Bin Laden. London; New York: Verso Books. ISBN 978-1-78478-436-2.
- (2018). Reporter: A Memoir. New York: Alfred A. Knopf. ISBN 978-0-307-26395-7.

### Статии
- Articles on the My Lai massacre (St. Louis Post-Dispatch; November 13, 20, and 25, 1969)
- Collected articles for The New Yorker (1971–2015)
- Collected articles for The Atlantic (1982–1994)
- Collected articles for the London Review of Books (2013–2019)